# Новое Мышково
Новое Мышково — деревня в Руднянском районе Смоленской области России. Входит в состав Понизовского сельского поселения. Население — 20 жителей (2007 год).
Расположена в западной части области в 40 км к северо-западу от Рудни, в 28 км западнее автодороги Р133 Смоленск — Невель, на берегу реки Каспля. В 50 км юго-восточнее деревни расположена железнодорожная станция Рудня на линии Смоленск — Витебск.

## История
В годы Великой Отечественной войны деревня была оккупирована гитлеровскими войсками в июле 1941 года, освобождена в октябре 1943 года.
На 1 октября 2010 года в деревне проживает 3 человека и всего лишь один жилой дом